# 北京公交921路
921路是北京公交集团运营的一条公交线路。该线路前身是北京公交运通101线，曾由北京祥龙公交公司运营，开通于1999年4月1日，运营于北京市朝阳区、东城区、西城区、海淀区、石景山区、门头沟区。运营区间为城子-地铁阜通站。
921路身为原祥龙公交公司最早开设的线路之一，为现今北京公交为数不多的穿城长线，途径北京城区北部和北京西部郊区，包括多个重要商圈和居住区，而且在和平西桥-四季青桥路段还与北京地铁12号线平行，平时的客流量较大。
该线路还设有快车，为921路快车，快车一般仅在工作日早高峰由城子向地铁阜通站单方向开行，停靠的车站较少，其中阜石路沿途各站因绕行快速路主路而均不停靠。

## 历史沿革

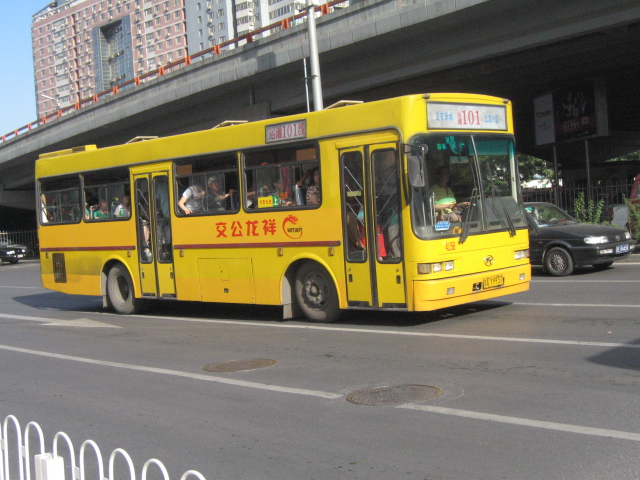
2006年，运通101线的京通BJK6102G1型客车行驶在四通桥附近

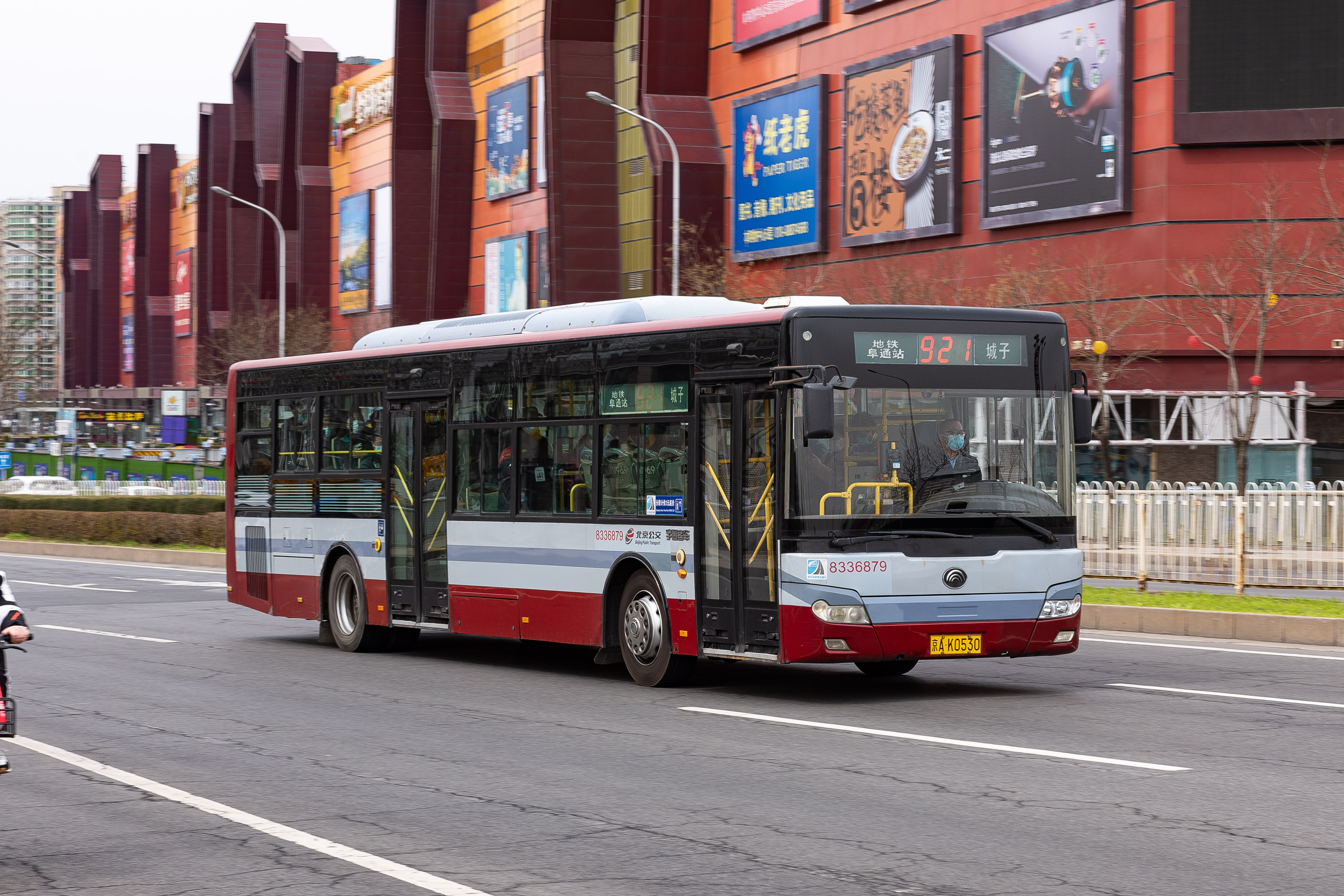
2022年被逐渐替换的921路原运通配车

1999年4月1日，其前身运通101线开通运营，运营初期由北京运通公司运营（2005年更名为祥龙公交公司），初期走向为望京新城至三义庙，当时的线路长度为20.96公里。线路运营初期，望京新城末班车时间为18:40，三义庙末班车时间为19:20。
2002年10月20日，运通101线西端首末站调整至门头沟蓝龙家园，使线路长度达到47.99公里。
2009年5月，运通101线运行路径因绕行临时变动，具体路径和原因尚不明确。
2010年时，运通101线早5点30分到晚21时在广顺南大街北口至门头沟蓝龙花园间双向运行（部分站点应行驶方向有差异）。
2015年11月28日，运通101线西端首末站改为城子。
2019年8月1日，北京祥龙公交客运有限公司被整合划转给北京公共交通控股（集团）有限公司，祥龙资产不再管理祥龙公交。
2020年1月1日起，随北京公交统一调整，原北京公交运通101线调整为北京公交921路，并单向增加停靠“南坞（北行）”站。
2020年1月21日起，北京公交921路城子方向增设停靠“和平西桥北”站。
截至2020年9月，921路线路横跨北京市6个行政区，单程行驶里程超46公里，沿途设有47个公交站点，单程约2.5个小时，遭遇堵车会超过3小时。
2020年12月29日，北京公交921路蓟门桥西－安贞桥路段由三环辅路调整至三环主路行驶。开往广顺南大街北口方向，“蓟门桥西”“北太平桥西”“马甸桥东”“安华桥西”“安贞桥西”站调整至三环路主路站位，取消“蓟门桥东”“北太平桥东”站。开往城子方向，“安贞桥东”“安贞桥西”“北太平桥西”“蓟门桥西”站调整至三环主路站位，取消“马甸桥西”“蓟门桥东”站。
2021年6月15日，北京公交921路蓟门桥西－马甸桥路段由三环主路调整至三环辅路行驶。开往城子-地铁阜通站方向“蓟门桥西”“北太平桥西”站调整至三环辅路站位，增设“蓟门桥东”“北太平桥东”站。地铁阜通站-城子方向“北太平桥西”“蓟门桥西”站调整至三环辅路站位，增设“马甸桥西”“蓟门桥东”站。
2021年11月16日，北京公交921路马甸桥-安贞桥路段由三环主路调整至三环辅路行驶。城子-地铁阜通站方向将“马甸桥东”“安华桥西”“安贞桥西”站调整至三环辅路站位。开往地铁阜通站-城子方向将“安贞桥东”“安贞桥西”站调整至三环辅路站位。

## 运营事件
2006年11月15日上午，一辆运通101路公交车在北四环内环辅路望和桥下拐弯时撞墙，导致售票员和多名乘客受伤，公交车损毁严重。
2012年11月19日早8时，一辆运通101路在西平庄附近追尾一辆347路公交车，两车受损严重，50余名乘客受伤。运通101路司机称跟随前车进站时，前车突然停车，距离太近刹车不及而发生追尾。无人员死亡，但至少一名乘客伤情较重需住院观察。公交公司表示，事件因347路车被前方车辆强行并线而紧急刹车所引起。
2013年8月，一辆运通101路通过丁字路口时闯红灯驶过路口，市民反映后，祥龙公交公司调查证实该事件。
2020年9月27日下午4点，一辆921路公交车行驶途中，突然开向非机动车道，撞上人行道上的电线杆后停下，司机弃车并从海淀区长春桥（约8米高度）跳下。车辆轻度受损，无乘客受伤。司机张某才（39岁，北京市人）当日经送医抢救无效死亡。警方调查中，司机无酒驾毒驾，未见异常伤势，未见驾驶和车辆异常，未见与他人矛盾纠纷，初步排除刑案嫌疑。